# Ken Masters
Ken Masters (ケン・マスターズ?, Ken Masutāzu) è un personaggio immaginario della serie di videogiochi Street Fighter. Ken ha occhi castani e lunghi capelli biondi. Specularmente a Ryu, indossa di default un karate gi rosso dalle caratteristiche maniche strappate all'altezza delle spalle, un paio di guanti di protezione e una cintura nera.
Compare fin dal primo Street Fighter, dove è uno degli unici due personaggi giocabili: il giocatore 1 utilizza Ryu e il giocatore 2 utilizza Ken.
Esteticamente è ispirato all'artista marziale statunitense Joe Lewis, che in alcuni allenamenti vestiva un karate gi rosso.

## Storia
Ken Masters è uno studente e praticante di arti marziali, esperto, insieme all'amico e rivale Ryu, dell'Ansatsuken, l'arte marziale fittizia insegnategli dal loro maestro Gouken. È uno dei personaggi più importanti della serie, caratterizzato da un grande ottimismo e spirito di intraprendenza, aspetti della sua personalità che lo differenziano molto dal suo amico Ryu che invece appare sempre introverso e riflessivo. Caratteristica che li accomuna però è la continua ricerca di avversari da battere al fine di perfezionare le loro tecniche e diventare più forti. Ken è figlio di un ricchissimo proprietario statunitense di una catena di hotel di lusso, come si vede nell'anime Street Fighter II V. Quando Ken compì 12 anni, il padre temendo che suo figlio potesse diventare un inetto e un incapace al quale sarebbe poi spettato l'immenso patrimonio, decise di mandarlo in Giappone presso il suo più caro amico: il misterioso maestro di Arti marziali Gouken. Inizialmente il giovane Masters si mostrò riluttante agli insegnamenti del Sensei e protestò per tornare negli Stati Uniti dalla sua famiglia. Col tempo tuttavia accettò di diventare un pupillo di Gouken nonché uno dei suoi più dotati allievi insieme a Ryu.
È proprio negli anni della fanciullezza che Ken fa conoscenza di Ryu. I due non strinsero inizialmente un buon rapporto ma fu subito evidente la loro accesa rivalità. Sempre col tempo la rivalità con Ryu si evolse in amicizia fraterna. Quando Ryu e Ken compirono rispettivamente 23 anni, Gouken ritenne che il loro addestramento al dojo fosse concluso ed esortò i suoi allievi a intraprendere un loro personale addestramento in giro per il mondo. Ryu seguì alla lettera le indicazioni del maestro. Ken invece, desideroso di tornare negli Stati Uniti, a casa sua, si iscrisse a diversi tornei di arti marziali della nazione, vincendoli praticamente tutti. È proprio in questi anni che Ken si guadagna il titolo di "campione Americano" titolo tanto inviso dal lottatore Rufus come si vede in Street Fighter IV, ma anche da Allen Snider nella serie EX.
Poco tempo dopo Ken si iscrisse al primo World Warrior Tournament (Street Fighter I) insieme a Ryu. Non si sa come fu la sua prestazione all'interno del torneo. Più avanti, partecipando a un torneo di strada Ken fu avvicinato da una ragazza di nome Eliza, che è tra l'altro la sorella della moglie di Guile. I due instaurarono subito una relazione sentimentale. Durante gli eventi narrati in Street Fighter Alpha (I, II e III) Ken conosce anche un'altra ragazza, Sakura sedicente ammiratrice di Ryu e desiderosa di diventarne allieva. Quando Bison prese il controllo della mente di Ryu scatenandone il suo potere oscuro, Ken e Sakura si prodigarono per far rinsavire l'amico. Dopo tale esperienza Ken regalò il proprio fiocco per capelli (ai tempi molto lunghi) a Ryu in segno di amicizia e di promessa a continuare a migliorarsi. Ryu invece interpretò tale dono come una promessa a non ricadere più nella tentazione dell'Hado Oscuro.
Invitato al 2 Torneo World Warrior da Ryu, Ken giurò che se avesse battuto l'amico nel torneo avrebbe sposato Eliza. Non si sa con certezza né chi abbia battuto l'altro né tantomeno se i due si siano mai incontrati nel torneo; certo è che dopo Street Fighter II Eliza diventa la "Signora Masters".
All'inizio di Street Fighter IV Eliza è incinta di Ken. Invitato ancora una volta da Ryu un riluttante (a causa della paternità) Ken si iscrive al terzo World Warrior Tournament. Qui incontra prima Rufus che batte facilmente e infine Ryu. Ancora una volta l'esito del duello è incerto. Ciò che è sicuro è che alla fine Ken torna in tempo per veder partorire sua moglie che darà alla luce un bambino di nome Mel.
In Street Fighter X Tekken Ken si unisce a Ryu nella ricerca del misterioso vaso di Pandora. Durante il viaggio incontrano Kazuya e Nina a ostacolargli il cammino. Secondo gli eventi futuri di Street Fighter III, Ken diventerà il maestro di un ragazzo nippo-brasiliano di nome Sean. Invitato da Gill si iscrive al World Warrior Tournament.

## Stile di combattimento
Allenatosi per lungo tempo con Ryu ed avendo lo stesso maestro (Gouken ), i due hanno uno stile molto simile (l'Ansatsuken appunto). Con il passare del tempo, i realizzatori dei giochi hanno cercato di differenziare leggermente le loro mosse. Ken mostra più interesse verso alcune tecniche rispetto ad altre differenziando quindi l'efficacia di alcuni colpi. In sintesi Ken tende a perfezionare l'eleganza delle mosse a scapito (a volte) di una leggera riduzione di potenza rispetto a Ryu.
Le sue tecniche principali sono:
Mosse speciali
- Hadouken: lett. colpo dell'onda, la palla di fuoco è meno potente rispetto a quella di Ryu e non conosce la metamorfosi in fiamma rossa tipica di Akuma o di Ryu.
- Shoryuken: lett. pugno del drago, il montante dell'Ansatsuken è la specialità di Ken, maturata dopo anni di tornei e allenamenti. È più potente di quello di Ryu e conosce una variante infuocata che danneggia ulteriormente l'avversario.
- Tatsumaki Senpukyaku: lett. calcio tornado rotante, si differenzia da quello di Ryu poiché meno potente ma più efficace alla distanza. Ken infatti è in grado di colpire diverse volte l'avversario ottenendo un vantaggio specialmente sugli avversari più bassi e/o lenti di lui. Come Ryu conosce una variante aerea.

Mosse tipiche
- Calcio Inazuma: un calcio di discreta potenza. Dopo aver alzato la gamba destra perpendicolarmente al terreno, Ken chiude velocemente l'apertura scaricando il peso della gamba sull'avversario.
- Calcio avanzante Fumikomi: calcio di debole intensità ma particolarmente utile per distanziarsi dall'avversario. È sostanzialmente una "gamba tesa" in avanti. La punta del piede colpisce il tronco avversario.
- Calcio del tuono: il più potente dei calci di Ken. La gamba sinistra viene alzata fin oltre la testa e il peso del corpo viene così interamente scaricato sul tallone il quale atterra con vigore sull'avversario colpendolo sulla spalla. Tenendo premuto il comando del calcio è possibile eseguire una finta.

Super Combo
- Shoryureppa: lett. Re dei pugni del Drago ascendente, è un montante seguito da uno Shoryuken infuocato.
- Shippu Jinraikyaku: lett. calcio uragano della gamba tonante, è una serie di calci rotanti di velocità e potenza crescente, tanto da far roteare in aria Ken insieme all'avversario.

Ultra Combo
- Shinryuken: probabilmente l'ultra combo più potente e nota di Ken. È uno Shoryuken infuocato caricato alla massima potenza. Durante l'esecuzione si crea una colonna di fuoco. In Street Fighter IV e Super Street Fighter IV la mossa è stata leggermente cambiata e consiste in un montante seguito da una serie di calci e infine dal classico Shinryuken.
- Guren Senpukyaku: ultra combo aggiunta solo a partire da Super Street Fighter IV. Consiste in una serie di Tatsumaki infuocati che terminano con un sollevamento aereo e un calcio finale di incredibile potenza.
- Guren Enjinkyaku:tecnica di Ken in Street Fighter 5; Ken attacca con in calcio infuocato al viso dell'avversario, se il colpo va a segno, esegue un altro calcio infuocato al corpo, dopodiché scivola indietro e attacca nuovamente con dei Sempu kyaku fiammeggianti, sollevando l'avversario, i primi due al corpo e il terzo e ultimo sul volto.
- Kuzuryureppa: ultra combo utilizzata in Street Fighter Ex 2 e 3, Ken esegueninprimi colpi del Shuppu Jinraikyaku, seguiti da due montanti del Shoryureppa, per concludere con uno Shinryuken, potenziabile premendo continuamente il tasto del pugno. In street Fighter 3 2nd strike, versione da consol, è possibile, se si immette la modalità della barra super infinita, concatenare le tre super di Ken per fargli eseguire il Kuzuryureppa.
- Shinbu Messatsu: tecnica di Violent Ken in Snk vs Capcom: SvC Chaos, Ken colpisce l'avversario con una serie di pugni, calci e ginocchiate per concludere con uno Shoryuken che crea una colonna di fuoco viola, con l'immagine di un teschio fisibile tra le fiamme. Viene usata anche in Ultra Street Fighter 2,ma la conclusione è uno Shoryken onfuocato

## Apparizioni
- Street Fighter
- Street Fighter II: The World Warrior
- Street Fighter II: Champion Edition
- Street Fighter II Hyper (Street Fighter II Turbo in Occidente)
- Super Street Fighter II: The New Challenger
- Street Fighter The movie
- Super Street Fighter II X: The Ultimate Challengers (SSF II Turbo in Occidente)
- Street Fighter Zero (SF Alpha in Occidente)
- Street Fighter Zero 2 (SF Alpha 2 in Occidente)
- Street Fighter Zero 2' (SF Alpha 2 Gold in Occidente)
- Street Fighter Zero 3 (SF Alpha 3 in Occidente)
- Street Fighter Zero 3 Upper (SF Alpha 3 Upper in Occidente)
- Street Fighter EX
- Street Fighter EX Plus Alpha
- Street Fighter EX 2
- Street Fighter EX 3
- Street Fighter III
- Street Fighter III Giant Impact
- Street Fighter III: Third Strike
- Street Fighter IV
- Super Street Fighter IV
- Super Street Fighter IV Arcade Edition
- Street Fighter V
- X-Men vs. Street Fighter
- Marvel Super Heroes vs. Street Fighter
- Marvel vs. Capcom: Clash of Super Heroes (solo comparsa)
- Marvel vs. Capcom 2: New Age of Heroes
- Capcom vs Snk: Millennium Fighters 2001
- Capcom vs Snk Pro
- Capcom vs Snk 2
- Snk vs Capcom: SvC Chaos (come Ken e Violent Ken)
- Namco x Capcom
- Gem Fighter (Pocket Fighter in Occidente)
- Super Puzzle Fighter II X (Super Puzzle Fighter II Turbo in Occidente)
- Hyper Street Fighter II
- Super Smash Bros. Ultimate
- Street Fighter 6